# Miles Gurtu
Miles Gurtu är ett musikalbum av Robert Miles och Trilok Gurtu som gavs ut 10 februari 2004.

## Låtar på albumet
1. (04:46) "Golden Rust"
2. (05:03) "Soul Driven"
3. (02:04) "Wearing Masks"
4. (01:20) "Tragedy : Comedy"
5. (01:53) "Omen"
6. (05:23) "Loom"
7. (02:13) "Languages of Conscious Thought"
8. (02:19) "Without a Doubt"
9. (03:58) "Small World"
10. (00:35) "Small World (reprise)"
11. (05:09) "Inductive"
12. (05:21) "The Big Picture"
13. (02:10) "Xenon"